# IIconics
The IInspiration è un tag team di wrestling composto da Billie Kay e Peyton Royce.
Tra il 2015 e il 2020 le due hanno militato nella WWE, vincendo il WWE Women's Tag Team Championship. Tra il 2021 e il 2022 hanno lottato per Impact Wrestling, dove hanno detenuto l'Impact Knockouts Tag Team Championship; sono quindi le uniche lottatrici ad aver detenuto i titoli di coppia femminili sia in WWE che ad Impact.

## Storia

### WWE (2015–2020)
Billie Kay e Peyton Royce hanno debuttato ad NXT come Iconic Duo, stabilendosi come heel. Durante la loro permanenza ad NXT, le due hanno vinto il premio come "Breakout of the Year" nel 2016. Nell'ottobre dello stesso anno, Billie Kay e Peyton Royce cominciano la loro alleanza. Nella puntata di NXT del 12 ottobre, Billie ha sconfitto Liv Morgan. Il 28 dicembre le Iconic Duo sconfiggono Aliyah e Liv Morgan; a fine match nel backstage, le due australiane attaccano ripetutamente la NXT Women's Champion Asuka, impegnata all'epoca in un feud con Nikki Cross. Il 28 gennaio a NXT Takeover:San Antonio, le due prendono parte ad un Fatal four-way match per l'NXT Women's Championship che includeva la campionessa Asuka e Nikki Cross, ma il match viene vinto dalla giapponese che riesce a mantenere il titolo. Il 3 maggio partecipano ad una Battle royal per decretare la nuova contendente all'NXT Women's Championship detenuto da Asuka, ma vengono eliminate da Ember Moon. A dicembre le Iconic Duo vengono promosse al roster principale.
Royce & Kay, ora ribattezzate The IIconics esordiscono nel roster principale il 10 aprile 2018 a SmackDown attaccando l'allora SmackDown Women's Champion Charlotte Flair. Due settimane dopo, le IIconics ottengono la prima vittoria sconfiggendo Asuka e Becky Lynch. In agosto le IIconics iniziano un feud con Naomi, e tutte e due la sconfiggono singolarmente. In seguito Royce & Kay partecipano alla prima edizione del pay–per–view tutto al femminile Evolution; dove sono le prime due eliminate in una battle royal.
Il 27 gennaio 2019 prendono parte al Royal rumble match rispettivamente con il numero 7 e 9, riescono ad eliminare Nikki Cross, ma poi sono eliminate a loro volta da Lacey Evans. Ad Elimination Chamber, le IIconics prendono parte al tag team Elimination Chamber match per l'assegnazione del titolo WWE Women's Tag Team Championship, che viene vinto da Sasha Banks & Bayley. In marzo è poi la volta di un feud con Banks & Bayley, che sconfiggono in un match senza titoli in palio. Grazie alla vittoria, le due (e altre due coppie) sfidano Banks & Bayley per le cinture a WrestleMania 35 in un fatal four–way match. Le IIconics riescono a vincere il match quando Kay schiena Bayley e vincono i titoli Women's Tag Team Championship per la prima volta. Il 5 agosto a Raw perdono le cinture in favore di Alexa Bliss & Nikki Cross in un fatal-4-way match.
Il 16 ottobre 2019, viene annunciato che per effetto del darft  passano al brand di Raw.
Dopo una breve assenza dalle scene, tornano nella puntata di Raw dell'11 maggio interrompendo le campionesse WWE Women's Tag Team Alexa Bliss & Nikki Cross. Dopo averle sconfitte in un match non titolato, nel corso dell'estate seguente le sfidano senza successo in diverse occasioni senza riuscire a riconquistare i titoli. Successivamente prendono in giro Ruby Riott nel backstage sbeffeggiandola perché non ha amici, e l'episodio fa nascere una rivalità. A Payback vengono sconfitte da Ruby Riott e Liv Morgan. La sera successiva a Raw, la coppia The IIconics viene costretta a dividersi dopo aver perso un incontro con tale stipulazione con la Riott Squad. Nella stessa puntata le due hanno uno screzio durante Raw Underground, con la Royce che ha lasciato la sua ormai ex alleata sul ring da sola contro Marina Shafir e Jessamyn Duke.
Nel draft dell'ottobre 2020, Kay passa a SmackDown, mentre Royce resta a Raw.

## Nel wrestling

### Musiche d'ingresso
- Femme Fatale dei CFO$ (2015–2020)

## Titoli e riconoscimenti
- Impact Wrestling
  - Impact Knockouts Tag Team Championship (1)
- Pro Wrestling Illustrated
  - 50º tra i 50 migliori tag team nella PWI Tag Team 50 (2020)
- WWE
  - WWE Women's Tag Team Championship (1)